# You Made Me Love You (I Didn't Want to Do It)
You Made Me Love You (I Didn't Want to Do It) – piosenka z 1913 roku, której tekst ułożył Joseph McCarty, a muzykę skomponował James Monaco. Po raz pierwszy wykonano ją w rewii broadwayowskiej The Honeymoon Express.
Najstarszego zapisu tego utworu dokonał Al Jolson 4 czerwca 1913 roku. Płyta z piosenką została wydana przez Columbia Records.

## Aranżacje i nawiązania

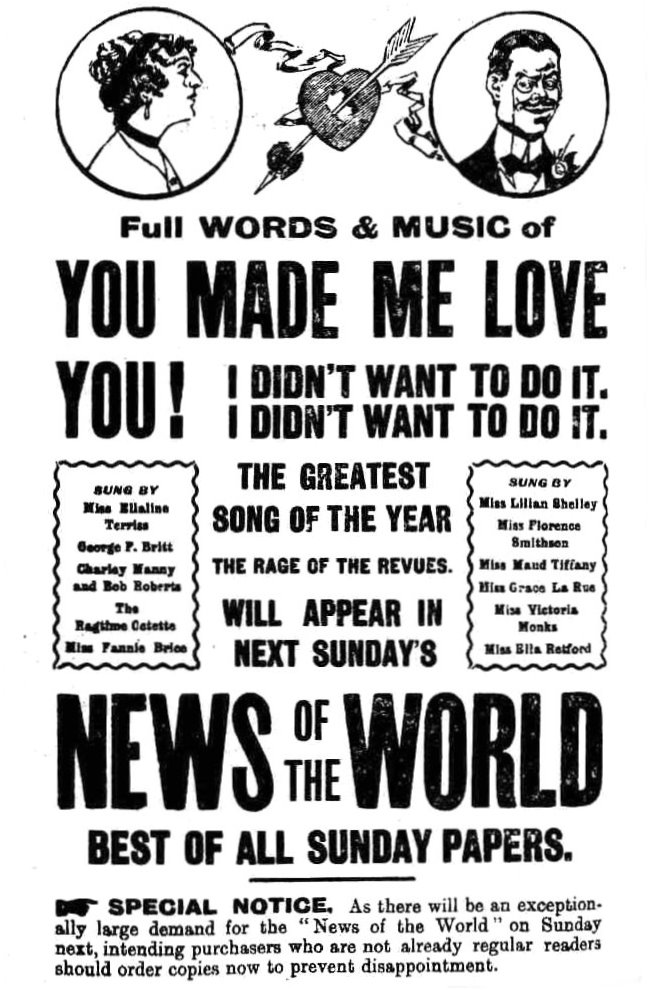
Ogłoszenie z 1913 roku informujące, że w następnym numerze „News of the World” ukaże się tekst i nuty „You Made Me Love You”

Piosenka „You Made Me Love You” doczekała się wielu coverów:
- Chelsea Krombach umieściła swoją interpretację na debiutanckim albumie Look for the Silver Lining (2011).
- Aretha Franklin nagrała piosenkę na album The Electrifying Aretha Franklin (1962).
- Melodię utworu wykorzystano w ścieżce dźwiękowej do filmu Czuły towarzysz Edwarda Dmytryka z Ginger Rogers i Robertem Ryanem (1943).
- Doris Day zaśpiewała tę piosenkę w filmie Kochaj albo odejdź (1955).
- Screamin’ Jay Hawkins nagrał ją na swój singiel z 1957 roku.
- Utwór znalazł się na płycie Sentimentally Yours Patsy Cline (1962).
- George Burns z Muppetami zaśpiewał humorystyczną wersję utworu ze zmienionym tekstem.
- Harry James wykonał wersję na trąbkę, która okazała się bestsellerem w 1941 roku.
- Komik Bernard Manning wykonał piosenkę na albumie My Kind of Music (1971)
- Olivia Newton-John wykonała utwór w filmie Xanadu (1980)
- Cover utworu nagał również Nate Fishback and the Easy Street Band
- Bette Midler, Marc Shaiman i Bruce Vilanch napisali nowe słowa do wersji Judy Garland na okazję wizyty tej pierwszej u Johnny’ego Carsona w przedostatnim odcinku jego The Tonight Show 21 maja 1992 roku[1].
- Billy Crystal zaśpiewał przerobioną wersję utworu w pierwszym odcinku Tonight Show With Jay Leno.
- Ciasteczkowy Potwór wykonał utwór ze zmienionym tekstem w jednym odcinku Ulicy Sezamkowej.
- Utwór jest grany w filmie Najwspanialsza gra w dziejach z 2005 roku.
- Kim Poirier wykonała utwór w filmie Foodland (2010).
- Piosenka w interpretacji Rufusa Wainwrighta znalazła się na jego albumie Rufus Does Judy at Carnegie Hall (2007).
- Harry Nilsson swoją aranżację utworu zamieścił w albumie A Little Touch of Schmilsson in the Night (1973).
- Cover Barry'ego Manilowa znalazł się na jego płycie The Greatest Love Songs of All Time (2010).
- Jack Halford i Gerry Standing wykonali utwór w jednym z odcinków serialu Nowe triki.
- Utwór został przywołany w książce Mitcha Alboma Pięć osób, które spotkamy w niebie.
- Piosenka wykonywana jest przez Matta Doyle’a pod koniec filmu Private Romeo (2011)

## Dear Mr. Gable
W 1937 roku Roger Edens dokonał przeróbki tekstu tak, że stał się on wyznaniem uczuć nastoletniej fanki aktora Clarka Gable'a. Aranżację tę wykonała po raz pierwszy Judy Garland 1 lutego 1937 roku, na planie filmu Parnell, na przyjęciu urodzinowym wydanym przez wytwórnię Metro-Goldwyn-Mayer na cześć Gable'a. Jej interpretacja została tak dobrze przyjęta przez władze MGM, że wykonała ją ponownie w filmie Broadway Melody of 1938. W październiku tego samego roku singel z zapisem utworu został wydany nakładem firmy fonograficznej Decca Records. Na stronie B umieszczono „You Can't Have Everything”. Podczas nagrywania utworu swoją orkiestrą dyrygował Harry Sosnik. W 1939 roku utwór znalazł się na stronie B singla „Over the Rainbow” Judy Garland, wydanego przez MGM.